# Lac Coulonge
Lac Coulonge är en sjö i Kanada.   Den ligger i provinsen Québec, i den sydöstra delen av landet, 100 km nordväst om huvudstaden Ottawa. Lac Coulonge ligger 104 meter över havet.
Omgivningarna runt Lac Coulonge är en mosaik av jordbruksmark och naturlig växtlighet. Runt Lac Coulonge är det ganska tätbefolkat, med 96 invånare per kvadratkilometer.